# Landdagverkiezingen in Salzburg 2013
De negentiende landdagverkiezingen in de deelstaat Salzburg van 2013 vonden op 5 mei van dat jaar plaats. De verkiezingen werden gewonnen door de Salzburger Volkspartei - een afdeling van de federale Österreichische Volkspartei (ÖVP). De Sozialdemokratische Partei Österreichs (SPÖ) was de grote verliezer en verloor bijna de helft van haar zetels in de Landdag (Landtag). De Freiheitliche Partei Österreichs (FPÖ), Team Stronach (TS) en Die Grünen Salzburg (GRÜNE) boekten respectievelijk 1, 3 en 5 zetels winst. 
Na de verkiezingen werd een coalitie van ÖVP en SPÖ gevormd onder leiding van gouverneur (Landeshauptmann) Wilfried Haslauer junior.
| Partij | Partij                                       | Percentage | Zetels | Verschil |
| ------ | -------------------------------------------- | ---------- | ------ | -------- |
|        | Salzburger Volkspartei (ÖVP Salzburg)        | 29,01%     | 11     | 3        |
|        | Sozialdemokratische Partei Österreichs (SPÖ) | 23,81%     | 9      | 6        |
|        | Freiheitliche Partei Österreichs (FPÖ)       | 17,03%     | 6      | 1        |
|        | Die Grünen Niederösttereich (GRÜNE)          | 20,18%     | 7      | 5        |
|        | Team Stronach (TS)                           | 8,34%      | 3      | NIEUW    |
|        | Overige partijen                             | 3,26%      | 0      | —        |
|        |                                              |            | 36     |          |